# Lake Wobegon

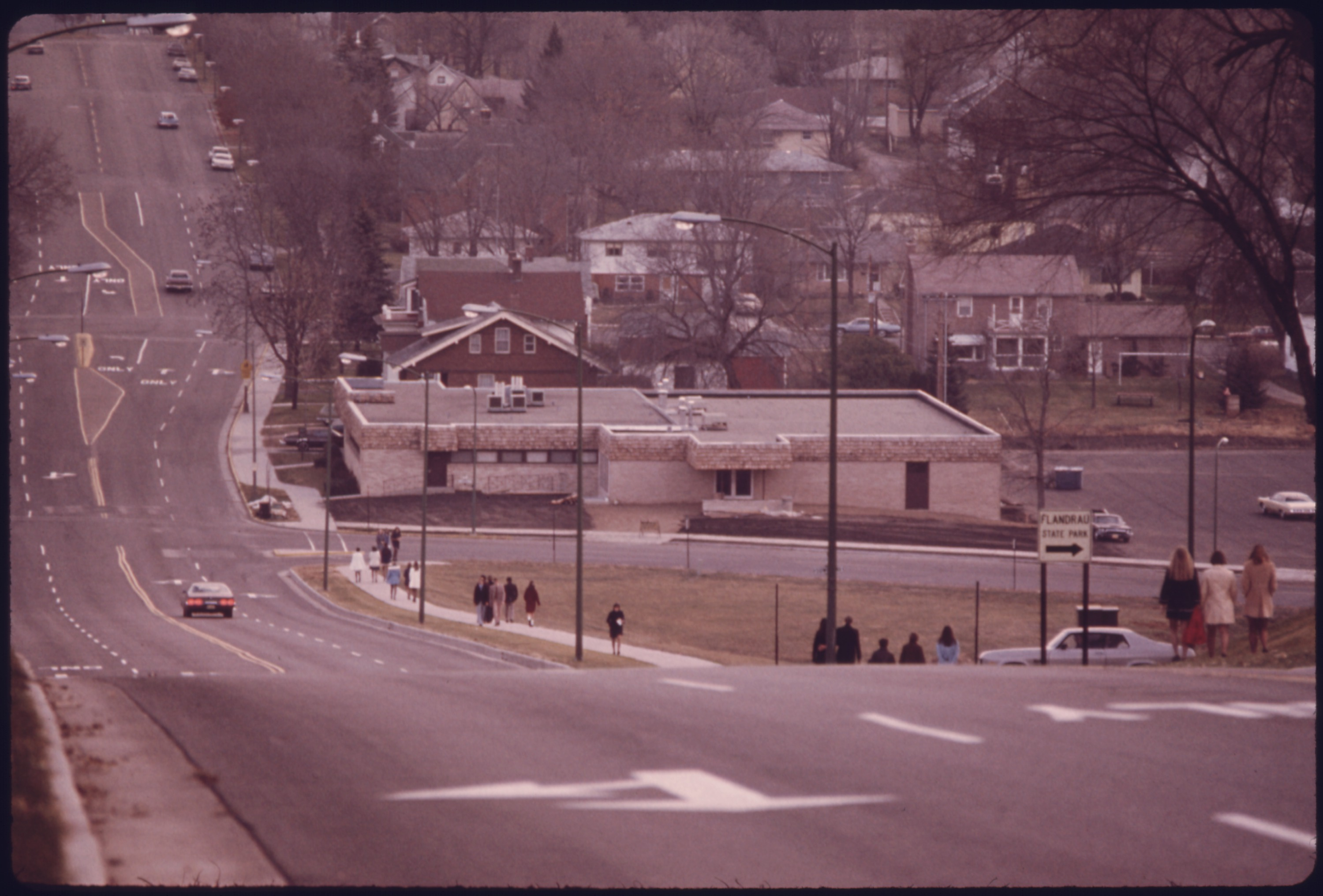
C'était une semaine tranquille à New Ulm (Minnesota), une des petites villes de peuplement germano-américain du « pays aux 10000 lacs », photographiée en 1974.

Lake Wobegon est une ville imaginaire située dans l'état du Minnesota, aux États-Unis. Elle est inventée par Garrison Keillor dans l'émission radiophonique A Prairie Home Companion. Elle y est décrite comme une ville où « all the women are strong, all the men are good looking, and all the children are above average », ce qu'on pourrait traduire par « toutes les femmes sont fortes, tous les hommes sont beaux, et tous les enfants sont au-dessus de la moyenne ».

## Naissance d'une ville fictive
Dans la première série d'émissions d'A Prairie Home Companion, à diffusion essentiellement locale, entre 1974 (en) et 1982 (en), Garrison Keillor introduit la localité de Lake Wobegon à travers une série d'annonces publicitaires parodiques vantant ses commerces et lieux de vacances : ainsi, la banque locale, Bob's Bank, a son siège dans une caravane et pour emblème une chaussette. L'émission consacre des séquences de 30 minutes à la présentation de personnages excentriques de Lake Wobegon. Quand l'émission prend une audience nationale sur American Public Media à partir de mai 1982, avec sa formule introductive « C'était une semaine tranquille à Lake Wobegon, ma ville natale », la petite ville entre dans la culture populaire américaine et les auditeurs envoient des photographies fictives de lieux comme le Chatterbox Cafe, l'Hotel Minnesota et Bob's Bank. En 1985, Keillor publie un roman, Lake Wobegon's Days, qui figure 44 semaines de suite sur la liste des best-sellers du New York Times. Keillor, outre son roman, publie une série de transcriptions de ses émissions qui couvrent au total 2 500 heures de programme. Il met fin à la série le 13 juin 1987 pour émigrer au Danemark et trouver une vie tranquille avec son épouse danoise.

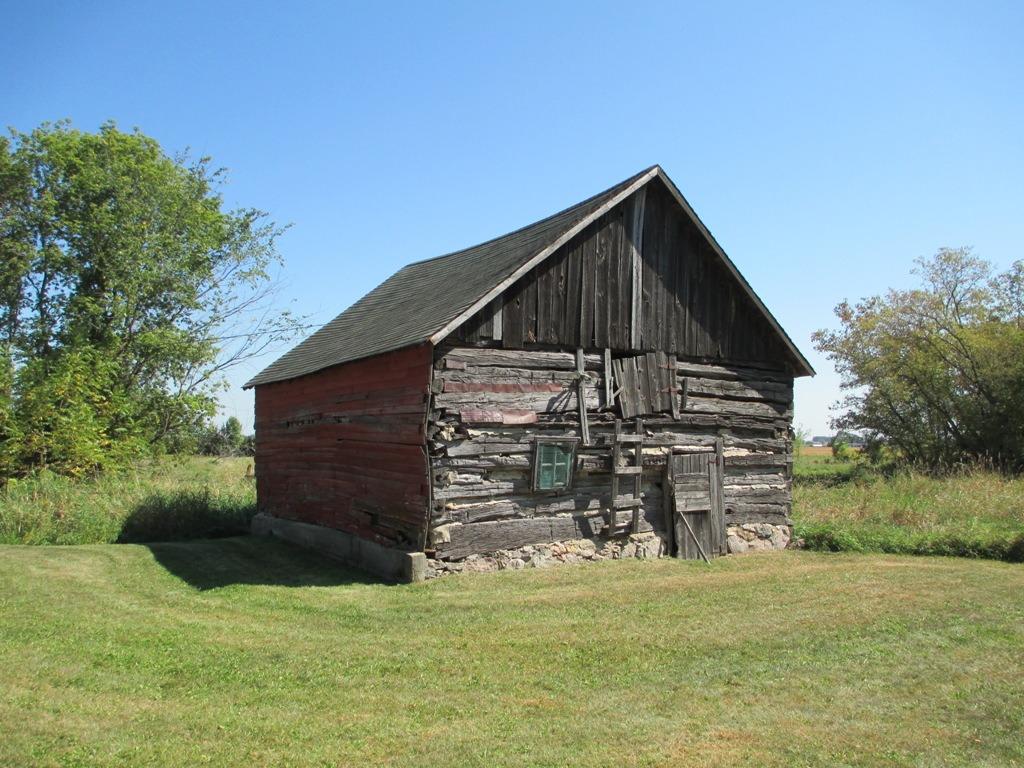
La ferme d'Anton Gogala, bâtiment historique du comté de Stearns, photographié en 2012.

## Histoire
Garrison Keillor, dans un ouvrage collectif sur les petites villes fictives du Middle West, attribue la découverte du lieu à Marine de Sainte-Croix, explorateur français de la Haute-Louisiane : celui-ci, rendu malade par une traversée mouvementée en canoé, l'aurait mal cartographié, ce qui explique son absence sur les cartes réelles de la région. Cette erreur est entérinée lors de la fixation des frontières du Minnesota en 1866.
La population de Lake Wobegon est majoritairement d'origine germano-américaine et scandinave ; Keillor dit s'être inspiré des lieux de son enfance dans le comté de Stearns.

## Dans la culture populaire

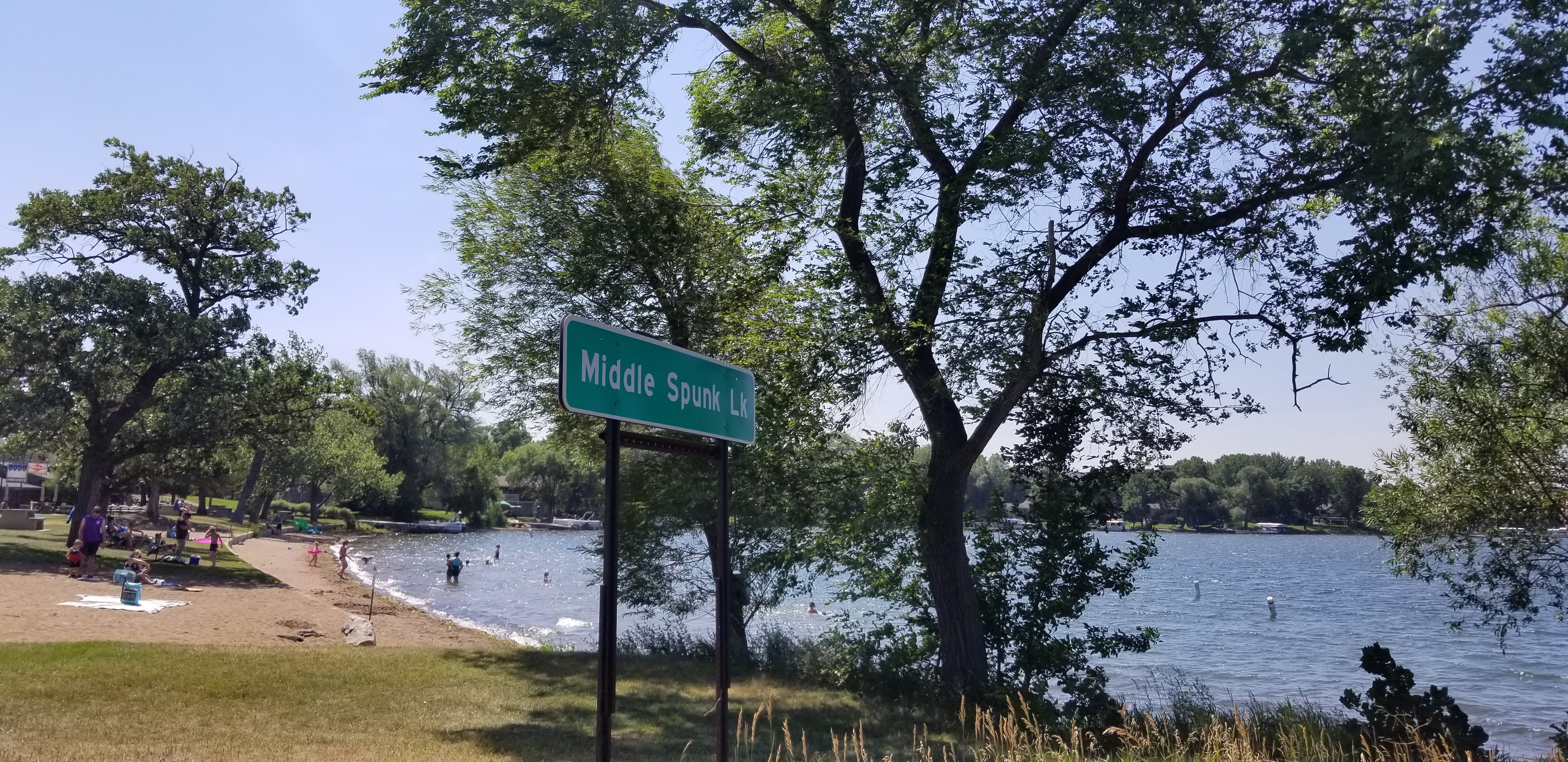
Middle Spunk Lake à Avon (Minnesota), un des lieux des randonnée associés à Lake Wobegon, photographié en 2021.

La petite ville de Holdingford (Minnesota), dans le comté de Stearns, se présente volontiers comme le « portail de Lake Wobegon » ; les références à la ville fictive sont fréquentes dans la communication municipale et les enseignes.
Avon (Minnesota), également dans le comté de Stearns, est aussi associée à la ville fictive. En 2009, pour le 35e anniversaire d'A Prairie Home Companion, elle organise une reconstitution de l'émission avec la participation de Garrison Keillor en personne : celui-ci déclare que cette localité est « aussi proche de Lake Wobegon qu'on peut l'être ».
Dans son autobiographie, le volcanologue Wendell Duffield, natif du Minnesota, dit « avoir grandi près de Lake Wobegon » et s'amuse à comparer les lieux de son enfance avec ceux de la ville fictive.

## Livres
- Lake Wobegon's Days (roman, 1985)
- The Family Radio (monologues, 1982)
- Tourists (monologues, 1983)
- News from Lake Wobegon (monologues, 1983)
- Ten Years on the Prairie (monologues, 1985)
- Gospel Birds (monologues, 1986)[8].